# Джугашвили, Евгений Яковлевич
Евге́ний Я́ковлевич Джугашви́ли (10 января 1936, Урюпинск, Сталинградский край — 22 декабря 2016, Москва) — советский военный учёный (инженер и историк), российский и грузинский общественный и политический деятель. Кандидат военных наук, кандидат исторических наук. Профессор. Полковник в отставке (с 1991).
С 1996 года — председатель Общества тайных наследников Иосифа Сталина (Грузия), с 1999 года — председатель Народно-патриотического союза Грузии, с 2001 года — генеральный секретарь Новой коммунистической партии Грузии, член Центрального Координационного Совета Общероссийского общественно-политического движения «Союз» (Россия).
Получил широкую известность как внук И. В. Сталина от незарегистрированного брака его старшего сына Якова (некоторыми родственниками Сталина это родство оспаривается). В защиту чести и достоинства Сталина выступал в судебных органах Российской Федерации и Украины, а также в обращении к Президенту России.
Исполнитель роли Сталина в фильме советского грузинского режиссёра Д. К. Абашидзе «Яков, сын Сталина» (1990), принимал участие в съёмках ряда документальных фильмов и телепередачах о Сталине. Гражданин России и Грузии. Жил в Москве и Тбилиси.

## Биография

### Происхождение и детство (до 1953)
Родился в несостоявшейся семье старшего сына Генерального секретаря ЦК ВКП(б) И. В. Сталина — Я. И. Джугашвили и Ольги Павловны Голышевой (1909—1957).
К началу 1930-х годов отец Евгения Джугашвили познакомился с его матерью, которая приехала в Москву из Урюпинска поступать в авиационный техникум. Будущим супругам даже выделили квартиру, но брак не был зарегистрирован, так как расстроился ещё до свадьбы. Ольге Сталин был вроде бы рад. Алексей Пиманов в своей книге «Сталин. Трагедия семьи» однозначно утверждает, что «на этот раз выбор сына одобрил и отец. Он распорядился даже выделить молодым небольшую квартиру в центре Москвы». Отношения родителей не были зарегистрированы официально. Евгений родился вскоре после того, как его родители расстались. Мать уехала в Урюпинск, и 10 января 1936 года у неё родился сын Евгений. Яков в Урюпинск не приехал, и мальчик вначале хоть и получил отчество по отцу, но носил фамилию Голышев. Через два года отец Евгения обратился в Урюпинский райком ВКП(б), и Ольге Голышевой выдали новое свидетельство о рождении сына — он стал Евгением Яковлевичем Джугашвили. Так фамилия — по настоянию отца, узнавшего о рождении сына, — была изменена на Джугашвили.
Среднее образование получил в родном городе.
После окончания Великой Отечественной войны мать Евгения Джугашвили работала инкассатором при финансовой части ВВС Московского военного округа — в ведомстве, которым командовал Василий Сталин (второй сын Сталина). Поддерживала отношения со старшей сестрой Надежды Аллилуевой (второй жены И. В. Сталина) — Анной Сергеевной Аллилуевой (ум. в 1964).
В 1947 году приступил к обучению в Калининском суворовском военном училище.
После смерти деда распоряжением Совета Министров СССР от 14 ноября 1953 год № 15022-р, подписанным председателем Совета Министров СССР Г. М. Маленковым, Евгению Джугашвили как внуку Сталина была назначена персональная пенсия в размере 1000 рублей в месяц до окончания высшего учебного заведения.
В интервью А. Колеснику Е. Джугашвили вспоминал: «Сталин не нашёл времени или желания когда-нибудь посмотреть на меня. По утверждению Светланы Аллилуевой, её отец видел из восьми внуков только троих».

### 1954—1991
В 1959 году окончил Военно-воздушную инженерную академию имени Н. Е. Жуковского, в звании инженер-лейтенанта работал на военных заводах СССР военным представителем.
Проходил обучение в адъюнктуре Военно-политической академии имени В. И. Ленина. В 1973 году защитил диссертацию, на кафедре «Военное искусство», кандидат военных наук. В 1973 году был направлен на преподавательскую работу в Военную академию бронетанковых войск им. Р. Я. Малиновского. В 1976 году после завершения курса обучения на историческом отделении Военной академии Генерального штаба Вооружённых сил СССР им. К. Е. Ворошилова был направлен в Военно-воздушную академию им. Ю. А. Гагарина в город Монино.
С 1986 года — старший преподаватель Военной академии Генерального штаба Вооружённых сил СССР им. К. Е. Ворошилова. В 1987 году перешёл в Бронетанковую академию им. Р.Я. Малиновского, где и закончил службу по возрасту в 1991 году в звании полковника, кандидата исторических наук, доцента.
Более десяти лет работал в системе военных представительств, участвовал в подготовке и запусках космических объектов. Преподавал в ряде военных академий, 25 лет проработал старшим преподавателем истории войн и военного искусства в Военной академии Генерального штаба Вооружённых сил СССР им. К. Е. Ворошилова. Работая в системе военного представительства находился в распоряжении КБ С. П. Королёва в городе Подлипки. Занимался ракетами-носителями и космическими объектами, участвовал в запусках на космодроме Байконур.
Был сотрудником Центрального управления космических средств Министерства обороны СССР, преподавателем Военной академии имени М.В. Фрунзе, Военной академии Генерального штаба Вооруженных сил СССР и Военной академии бронетанковых войск  имени Маршала Советского Союза Р. Я. Малиновского.

### После 1991 года
С 1991 года стал принимать участие в русской и грузинской политике как активист коммунистического движения. Входил в избирательные списки блока В. И. Анпилова. В 1999 году № 3 в Федеральном списке от «Сталинский блок — за СССР» на выборах в Государственную Думу. В августе 1999 года был избран руководителем Народно-патриотического союза Грузии.
1 октября 2005 года был приглашён в Нидерланды (г. Маастрихт) на встречу внуков лидеров стран-победительниц во Второй мировой войне, которая была организована Университетом Маастрихта в честь 60-летия Ялтинской конференции 1945 года.
В 2015 году написал книгу воспоминаний «Мой дед Сталин. Он — святой!».

## Деятельность в защиту чести и достоинства И. В. Сталина

### Иск против «Новой газеты» и журналиста А. Ю. Яблокова
В 2009 году выступал в качестве истца в Басманном суде Москвы против «Новой газеты» и журналиста А. Ю. Яблокова. Представителем Евгения Джугашвили на судебном процессе выступили публицисты Л. Н. Жура и Ю. И. Мухин, а также историк С. Э. Стрыгин; представителями издания — Генри Резник и Алексей Бенецкий. Евгений Джугашвили считал, что статья «Виновным назначен Берия» от 22 апреля 2009 года порочит честь и достоинство его деда — Иосифа Сталина. Истец просил признать изложенные в статье сведения «вымышленными, не соответствующими действительности и унижающими честь и достоинство Сталина И. В.». В статье «Новой газеты» было написано, что Сталин лично подписал приказ об убийстве 20 тысяч польских офицеров в Катынском лесу в 1940 году. Истец требовал от газеты опубликовать опровержение. В удовлетворении иска было отказано: суд постановил, что позиция автора — это его личное мнение, на которое он имеет право, и отказал в удовлетворении иска.
Евгений Джугашвили подготовил кассационную жалобу. В декабре Мосгорсуд отклонил жалобу истца на это решение и признал его законным.
В 2010 году Е. Я. Джугашвили обратился с жалобой в Европейский суд по правам человека, однако суд в 2015 году признал ее неприемлемой.

### Иск против радиостанции «Эхо Москвы» и ведущего М. Ю. Ганапольского
В декабре 2009 года подал иск в защиту Сталина к радио «Эхо Москвы». Причиной стала фраза ведущего М. Ю. Ганапольского в передаче «Перехват» от 16 октября: «Сталин подписал указ, что можно расстреливать детей с 12-летнего возраста, как врагов народа! Кто из ублюдков смеет сказать хоть слово в его защиту?». По утверждению Евгения Джугашвили, слова Ганапольского не соответствуют действительности и порочат честь и достоинство Иосифа Сталина. Иск был подан в Пресненский суд Москвы.
Главный редактор радиостанции «Эхо Москвы» Алексей Венедиктов сообщил: «Мы представили суду документы, свидетельствующие о том, что Сталин подписал директивы о расстреле, начиная с 12-летнего возраста. Наши оппоненты попросили отложить заседание, чтобы с этими документами ознакомиться». По его словам, представленные документы были взяты из Росархива, однако у истцов возникли сомнения в их подлинности.
Пресненский суд Москвы отказался удовлетворять претензии Джугашвили.

### Иск против Государственной Думы
В декабре 2010 года обратился в суд с очередным иском. На этот раз он подал иск в Верховный Суд России с требованием на основании решения Нюрнбергского трибунала признать незаконным заявление Государственной Думы России по Катынскому делу и взыскать с депутатов, проголосовавших за это заявление, 100 миллионов рублей.
По мнению истца, утверждение «Катынское преступление было совершено по прямому указанию Сталина», содержащееся в заявлении Госдумы, не соответствует действительности и порочит честь и достоинство его деда.
В иске указывалось, что Госдума, приняв заявление по катынскому вопросу, «попрала основы конституционного строя России, а именно, статью 10 Конституции РФ, установившую самостоятельность и независимость судебной власти». При этом, как считает Евгений Джугашвили, депутаты «попрали установленный статьёй 49 Конституции РФ принцип презумпции невиновности, а именно, что на территории Российской Федерации каждый обвиняемый в совершении преступления считается невиновным, пока его виновность не будет доказана в предусмотренном Федеральным Законом порядке и установлена вступившим в законную силу приговором суда».

### Иск против Федерального архивного агентства
В сентябре 2010 года Тверской суд Москвы отклонил иск Евгения Джугашвили к Федеральному архивному агентству.

### Иск против радиостанции «Эхо Москвы» и публициста Н. К. Сванидзе
14 апреля 2011 года в Пресненском суде Москвы рассматривался иск Евгения Джугашвили о защите чести и достоинства Сталина к радиостанции «Эхо Москвы» и ведущему Н. К. Сванидзе. Джугашвили просил признать «Эхо Москвы» и Сванидзе виновными в том, что они опорочили честь и достоинство Иосифа Сталина. В эфире радиостанции от 21 мая 2010 года Н. К. Сванидзе заявил, что Сталин «душил маленьких детей». Суд отказался удовлетворить иск на основании того, что оценивать деятельность Сталина могут только историки, однако СМИ и отдельные люди могут свободно выражать своё мнение о том или ином историческом деятеле.

### Обращение к Президенту России
8 октября 2010 года обратился к Президенту России Д. А. Медведеву. В обращении он, в частности, обвинил Президента в том, что он одобряет «омерзительную клевету про массовые расстрелы польских граждан на территории СССР» якобы по «приказу Сталина», и что эта «клевета» «продолжает злонамеренно распространяться российскими государственными чиновниками, включая Вашего подчинённого Путина В. В., работающего ныне Председателем Правительства РФ».

## Семья и отношения с родственниками
Жена — Нанули Георгиевна Нозадзе (род. 1939). Два сына — Виссарион (род. 1965), и Яков (род. 1972). У Евгения Джугашвили есть два внука — Иосиф и Василий (Васо) и внучка Ольга (крещёная как Екатерина) (род. 2009).
Об отношениях с некоторыми своими родственниками Е. Джугашвили рассказывает: «…с двоюродным братом, Сашей Бурдонским, наши пути разошлись. Сейчас между нами пропасть. Это связано с его антисталинскими настроениями. С Галиной Джугашвили, моей сводной сестрой, отношения не складываются — она не признаёт так называемый гражданский брак моих родителей. Единственно с кем поддерживаю отношения, это с Иосифом Аллилуевым».
Дочь И. В. Сталина С. И. Аллилуева и его внучка Г. Я. Джугашвили считали Евгения Джугашвили самозванцем, не являющимся их родственником. В 1999 году в интервью журналисту Вячеславу Нечаеву Галина Джугашвили сказала: «У меня нет оснований считать этого человека братом… Мама мне рассказывала, что однажды ей в руки попало письмо от некой женщины из города Урюпинска. Она сообщала, что родила сына и что ребёнок этот от папы. Мама опасалась, что эта история дойдёт до свёкра, и решила этой женщине помочь. Она стала посылать ей деньги на ребёнка. Когда отец случайно об этом узнал, он ужасно рассердился. Кричал, что никакого сына у него нет и быть не может. Вероятно, эти почтовые переводы от мамы и были расценены ЗАГСом как алименты. Так Евгений и получил нашу фамилию». На основании этих заявлений высказываются сомнения в родстве Евгения Джугашвили с И. В. Сталиным. Евгений Джугашвили был признан внуком Сталина тбилисским судом. 
Похоронен на Головинском кладбище рядом с матерью (участок 21).
- Исполнил роль Сталина в фильме о Якове Джугашвили «Яков, сын Сталина» (режиссёр Д. К. Абашидзе).
- В 2015 году вышла книга воспоминаний Е. Я. Джугашвили «Мой дед Сталин. Он — святой!» (Яуза-Пресс. Москва. 2015) в которой, в частности, автор излагает своё мнение о причинах утверждений в его адрес со стороны Светланы Аллилуевой и Галины Джугашвили.